# Андрієво-Базарське сільське поселення
Андрі́єво-База́рське сільське поселення (рос. Андреево-Базарское сельское поселение) — муніципальне утворення у складі Козловського району Чувашії, Росія. Адміністративний центр — присілок Андрієво-Базари.
Станом на 2002 рік присілки Піженькаси та Янтіково перебували у складі Байгуловської сільської ради.

## Населення
Населення — 982 особи (2019, 1211 у 2010, 1460 у 2002).

## Склад
До складу поселення входять такі населені пункти:
| Населений пункт            | Населення, осіб (2002) | Населення, осіб (2010) |
| -------------------------- | ---------------------- | ---------------------- |
| Аблязово, присілок         | 49                     | 32                     |
| Айдарово, присілок         | 24                     | 18                     |
| Андрієво-Базари, присілок  | 459                    | 422                    |
| Калугіно, присілок         | 53                     | 46                     |
| Кудемери, присілок         | 113                    | 90                     |
| Нове Шутнерово, присілок   | 110                    | 116                    |
| Олмалуй, присілок          | 17                     | 11                     |
| Піженькаси, присілок       | 118                    | 88                     |
| Чуваське Ісенево, присілок | 20                     | 25                     |
| Шималахово, присілок       | 13                     | 6                      |
| Шутнерово, село            | 146                    | 103                    |
| Янтіково, присілок         | 338                    | 254                    |